# A Brother's Devotion
A Brother's Devotion è un cortometraggio muto del 1910. Il nome del regista non viene riportato nei credit del film.

## Produzione
Il film fu prodotto dalla Vitagraph Company of America.

## Distribuzione
Distribuito dalla Vitagraph Company of America. il film - un cortometraggio in una bobina - uscì nelle sale cinematografiche statunitensi l'8 marzo 1910.